# Botanični vrt v Riu de Janeiru
Botanični vrt Rio de Janeiro ali Jardim Botânico je v okrožju Jardim Botânico v Južni coni Ria de Janeira.
Botanični vrt prikazuje raznolikost brazilske in tuje flore. Obstaja približno 6500 vrst (nekatere ogrožene), porazdeljenih po območju 54 hektarjev in številnih rastlinjakih. V vrtu so tudi spomeniki zgodovinskega, umetniškega in arheološkega pomena. Obstaja pomembno raziskovalno središče, ki vključuje najpopolnejšo knjižnico v državi, specializirano za botaniko, z več kot 32.000 zvezki.
Leta 1808 ga je ustanovil kralj Ivan VI. Portugalski. Prvotno namenjen za aklimatizacijo začimb, kot so muškatni orešček, poper in cimet, uvožene iz Zahodne Indije, je bil vrt odprt za javnost leta 1822, zdaj pa je odprt podnevi vsak dan, razen 25. decembra in 1. januarja.
140 hektarov park leži ob vznožju gore Corcovado, daleč pod desnim krakom kipa Kristusa Odrešenika in vsebuje več kot 6000 različnih vrst tropskih in subtropskih rastlin in dreves, vključno z 900 sortami palm. 750 metrov dolga linija 134 palm tvori avenijo kraljevskih palm (Roystonea regia), ki vodi od vhoda v vrtove. Vse te palme izvirajo iz enega samega drevesa, Palma Mater, ki ga je že davno uničila strela. Le približno 40 % parka je obdelanega, preostanek pa je Atlantski gozd, ki se dviga po pobočjih Corcovada. Park je zaščiten s strani Patrimônio Histórico e Artístico Nacional in UNESCO ga je leta 1993 razglasil za biosferni rezervat v sklopu cerrado.
Botanični vrt ima pomemben raziskovalni inštitut, ki razvija široko paleto botaničnih študij v Braziliji. Inštitut ima taksonomiste, ki so specializirani za identifikacijo in ohranjanje neotropske flore.
V vrtovih so zbirke, ki vključujejo bromelije, orhideje, mesojede rastline in kaktuse. Med njimi so največja botanična knjižnica v Braziliji in zbirke suhega sadja, redke brazilske rastline in številne fotografije. Poslikana litoželezna fontana muz je bila izdelana v Derbyju v Združenem kraljestvu in je bila do leta 1895 v vili Henriqueja Lageja v Largo da Lapa kot del krajinskega načrta angleškega slikarja Johna Tydalla.
V parku živi 140 vrst ptic, od katerih so se mnoge že navadile na človeka in jih je zato veliko lažje opazovati kot v naravi. Sem spadajo tukan Ramphastos vitellinus, guan Penelope superciliaris, skriljavca Aramides saracura in ogroženi endemični belovrati jastreb (Buteogallus lacernulatus). V botaničnem vrtu pogosto vidimo tudi črno kapucinko (sapajus nigritus) in navadno marmozetko (callithrix jacchus).
Zanimivosti vključujejo staro tovarno smodnika, vodne lilije Viktoria v ribniku Lago Frei Leandro, japonski vrt ter številne skulpture in fontane.

## Gallery
- Cesarski botanični vrt leta 1856
- Stereografija Williama Bella, posneta med ekspedicijo ob prehodu Venere leta 1882
- Albert Einstein (na sredini) na obisku v botaničnem vrtu maja 1925
- Center za obiskovalce
- Palmov drevored (landscape allée) palm Roystonea oleracea
- Vodnjak muz
- Pogled na kip Kristusa Odrešenika z vrta pozimi
- Viktorijine lilije
- Senzorični vrt
- Vrt kaktusov
- Gora Corcovado s Kristusom Odrešenikom na vrhu, kot je videti iz botaničnega vrta
- Memorial patra Leandra do Sacramenta
- Doprsni kip patra Leandra do Sacramenta pri spomeniku. Sacramento je bil prvi direktor botaničnega vrta
- Doprsni kip kralja Janeza VI., ustanovitelja botaničnega vrta
- Jama Karla Glasla
- Amazonska regija - Ribiško jezero
- Ekvatorialna sončna ura
- Japonski vrt
- Upravna stavba
- Poti
- Vrtna pot in klop v parku
- Bromelije
- Replika kipa Xochipillija, azteškega boga rož
- Meliponário
- Lov na kokojevo čapljo ob jezeru Frei Leandro